# Tamara Gorman
Tamara Gorman (* 22. Februar 1996 in Rapid City) ist eine US-amerikanische Triathletin, Junioren-Weltmeisterin (2013) und U23-Weltmeisterin (2017).

## Werdegang
2012 wurde Tamara Gorman Dritte bei der Triathlon-Weltmeisterschaft der Juniorinnen.
Ein Jahr später im September 2013 in London wurde sie Junioren-Weltmeisterin.
Im August 2013 und erneut 2014 wurde sie Nationale Junioren-Meisterin auf der Triathlon-Sprintdistanz (2 Runden zu 325 m Schwimmen, 4 km Radfahren und 1,5 km Laufen). 2015 wurde sie nationale Vize-Meisterin.
In der Saison 2016 pausierte sie für ein Jahr. Sie wird trainiert von Jenny Weber.

### U23-Weltmeisterin Triathlon 2017
Im September 2017 wurde die damals 21-Jährige in den Niederlanden U23-Weltmeisterin.
Tamara Gorman studiert an der University of Minnesota und lebt heute in Minneapolis.

## Sportliche Erfolge
| Datum/Jahr    | Rang | Wettbewerb                                             | Austragungsort              | Zeit     | Bemerkung                                      |
| ------------- | ---- | ------------------------------------------------------ | --------------------------- | -------- | ---------------------------------------------- |
| 14. Juli 2024 | 2    | Americas Triathlon Cup Magog                           | Magog                       | 00:57:34 | Zweite hinter der Kanadierin Dominika Jamnicky |
| 18. Mai 2024  | 16   | ITU Triathlon World Cup                                | Huatulco                    | 01:06:01 | hinter der Dänin Alberte Kjær Pedersen         |
| 7. Sep. 2019  | 2    | ITU Triathlon World Cup                                | Banyoles                    | 00:55:52 | Zweite hinter der Deutschen Laura Lindemann    |
| 29. Okt. 2017 | 2    | ITU Triathlon World Cup                                | Salinas                     | 00:58:07 | Weltcup Sprintdistanz Elite Women              |
| 16. Sep. 2017 | 1    | ITU Triathlon World Championship U23                   | Rotterdam                   | 02:05:21 | U23-Weltmeisterin                              |
| 2017          | 2    | USA Triathlon National Championship U23                | Vereinigte Staaten          |          | Vize-Meisterin U23                             |
| 1. Aug. 2015  | 2    | USA Triathlon National Championship Junior Women       | West Chester (Pennsylvania) | 01:03:20 | Nationale Vize-Meisterin Junioren              |
| 2. Aug. 2014  | 1    | USA Triathlon National Championship Junior Women       | West Chester (Pennsylvania) | 00:58:56 | Nationale Junioren-Meisterin                   |
| 3. Aug. 2013  | 1    | USA Triathlon National Championship Junior Women       | West Chester (Pennsylvania) | 01:02:31 | Nationale Junioren-Meisterin                   |
| 11. Sep. 2013 | 1    | ITU Triathlon World Championship Junior Women          | London                      | 00:57:08 | Junioren-Weltmeisterin                         |
| 21. Okt. 2012 | 3    | ITU Triathlon World Championship Junior Women          | Auckland                    |          |                                                |
| 8. Juli 2012  | 2    | PATCO Triathlon Pan American Championship Junior Women | Edmonton                    | 01:03:02 |                                                |

(DNF – Did Not Finish)